# Карло Фрутеро
Кàрло Фрутèро (на италиански: Carlo Fruttero) е италиански писател и преводач. Голяма част от литературната му продукция е свързана с дългото му творческо партньорство и приятелство с Франко Лучентини: след 1957 г. публикуват поредица успешни книги в различни жанрове, най-популярни сред които са криминалните романи.

## Биография
Роден е на 19 септември 1926 г. в град Торино, Северна Италия. Завършва Торинския университет и по време на следването си се сприятелява с Итало Калвино.
През 1947 г. заминава за Франция, където започва да превежда за изд. „Ейнауди“ в продължение на пет години. Запознава се с Франко Лучентини през 1952 г. в Париж и двамата създават писателски тандем, водещ до голям успех в критиката и продажбите. Под абревиатурата „Фрутеро и Лучентини“ (Fruttero & Lucentini) те осъществяват журналистически сътрудничества, преводи и романи, особено в детективския жанр, много обичан от читателите.
Фрутеро се занимава и с научна фантастика, като ръководи, първоначално сам, а след това с Лучентини, когото вика за сътрудничество, от 1961 до 1986 г. поредицата „Урания“ на изд. „Мондадори“ след напускането на нейния основател Джорджо Моничели. Тяхното ръководство обаче остава противоречиво поради многобройните произволни избори в рамките на поредицата, изключващи важни автори от жанра (както и пълното изключване на италиански автори) в полза на други по-продаваеми, поради преводи, оценени като не на ниво и заради цензура чрез видима промяна на много текстове или скъсяването им.
През 2007 г. е Фрутеро удостоен с наградата „Киара“ за цялостно творчество, а през 2010 г. – с наградата „Кампиело“ за цялостен принос.
Умира на 15 януари 2012 г. на 85-годишна възраст във вилата си в Рокамаре – морски курорт на Кастильоне дела Пеская и е погребан в общинското гробище.

## Творби

### Самостоятелни
- Le meraviglie del possibile. Antologia della fantascienza, 1959, със Серджо Солми
- Visibilità zero. Le disavventure dell'on. Slucca, 1999
- Donne informate sui fatti, 2006
- Ti trovo un po' pallida, 2007
- La Creazione. Sotto l'alto patrocinio dell'Onnipotente, 2008
- Mutandine di chiffon. Memorie retribuite, 2010
- La patria, bene o male, 2010, с Масимо Грамелини
- La linea di minor resistenza, 2012
- Da una notte all'altra: Passeggiando tra i libri in attesa dell'alba, 2015

### С Франко Лучентини
- Il libro dei nomi di battesimo, 1969.
- L'idraulico non verrà, 1971; 1993.
- La donna della domenica, 1972; 1994
Неделна жена. Изд. „Колибри“, 2012. ISBN 978-619-150-030-7
- L'Italia sotto il tallone di Frutero & Lucentini, 1974
- Il significato dell'esistenza, 1975; 1994
- I segreti del lavandaio cinese : miniromanzo elettorale, (S.l.), Partito Repubblicano Italiano, 1976
- A che punto è la notte, 1979
- La cosa in sé. Rappresentazione in due atti e una licenza, 1982
- Il Palio delle contrade morte, 1983
- Due città, 1985
- L'amante senza fissa dimora, 1986
- Il colore del destino, 1987
- La verità sul caso D., 1989 (включва Il mistero di Edwin Drood на Чарлз Дикенс и L'inchiesta на Фрутеро и Лучентини)
- Enigma in luogo di mare, 1991
- Breve storia delle vacanze, 1994
- La morte di Cicerone. Racconto sceneggiato, 1995
- Il nuovo libro dei nomi di battesimo. La giusta guida al nome giusto, 1996
- I nottambuli, a cura di Domenico Scarpa, 2002
- I ferri del mestiere. Manuale involontario di scrittura con esercizi svolti, 2003
- Opere di bottega, 2019

#### Сборници със статии
вече публикувани на стр. 3 на в. „Стампа“
- La prevalenza del cretino (1985)
- La manutenzione del sorriso (1988)
- Il ritorno del cretino (1992)
- Il cretino in sintesi (a cura di Domenico Scarpa, 2002)
- Il cretino. Rispettabile se non esauriente trilogia sull'argomento (2012): съдържа предишните две: La prevalenza del cretino (1985), La manutenzione del sorriso (1988) и Il ritorno del cretino (1992)
- Il cretino è per sempre: Viaggio d'autore nell'Italia che non cambia mai, 2018

## Филмография
- Opinione pubblica (1954), игрален филм, диалози
- Processi a porte aperte (1968), тв сериал, сценарист
- Piccola città (1968), тв филм
- La pietra di luna (1972), тв минисериал, адаптация
- La donna della domenica (1975), игрален филм по по едноименния му роман
- A che punto è la notte (1994), тв филм по едноименния му роман
- La donna della domenica (2011), тв филм по едноименния му роман